# کمدی موقعیت (فیلم)
«کمدی موقعیت» (انگلیسی: Sitcom) یک فیلم به کارگردانی فرانسوا اوزون است که در سال ۱۹۹۸ منتشر شد.